# Partit del Poble de Niue
El Partit Popular de Niue (també conegut com el Partit d'Acció del Poble de Niue) va ser un partit polític de Niue. Fundat l'any 1987 per niueans que vivien a Nova Zelanda, es va dissoldre el 2003. Va ser, en aquella època, l'únic partit polític del país.
El partit va obtenir quatre escons a les eleccions generals de Niue de 1987.
El Partit Popular de Niue (NPP) va entrar per primera vegada al parlament el 1996. El partit va guanyar les eleccions de 1999 i Sani Lakatani es va convertir en primer ministre (ministre en cap). Lakatani va ser succeït l'any 2002 per Mititaiagimene Young Vivian, també membre del NPP. Durant les eleccions legislatives celebrades el 21 d'abril de 2002, el partit va obtenir sis escons i va donar suport a 14 dels 20 membres electes, cosa que li va permetre participar al govern.
El partit es va dissoldre el 2003, arran de dissidències internes. Des de llavors, a Niue no hi ha hagut cap partit polític.